# 袁褧
袁褧（1495年—1573年），字尚之，號中皋子，晚號謝湖居士，南直隸蘇州府吳縣人，明朝書法家、畫家、藏書家。

## 生平
早年為庠生，然而鄉試屢次不第，晚年躬耕於謝湖。與家中兄弟及從兄弟六人並稱「吳門袁氏六俊」。書法俊邁，宗法米芾，與文徵明齊名，善畫花鳥。萬曆元年（1573年）卒。

## 家族
高祖袁以寧；曾祖袁琮；祖父袁敬；伯父袁鼒；父袁鼏。兄袁表，弟袁褒、袁袠，從弟袁袞、袁裘。